# L'Intrus magnifique
Pour plus de détails, voir Fiche technique et Distribution.
L'Intrus magnifique (titre original : What's So Bad About Feeling Good?) est un film américain réalisé par George Seaton et sorti en 1968.

## Synopsis
Un cargo grec arrive à Manhattan amenant un mystérieux toucan porteur du virus (rare) du bonheur. L'oiseau contamine rapidement les New-Yorkais jusqu'alors irascibles. Parmi les premiers infectés, il y a Pete, publicitaire déchu de Madison Avenue, devenu artiste bohème à l'East Village et Liz, sa petite amie hippie. Ils sont de fervents vecteurs de transmission. Ils adoptent le toucan qu'ils baptisent Amigo et le protègent du zèle des employés municipaux à l'affût de tout trafic suspect. Redoutant une atteinte à la stabilité financière de la ville, le maire fait appel à Gardner Monroe, adjoint à la présidence. Ils distribuent des masques de protection à la population. Pete et ses joyeux contaminés déjouent leur plan en infectant les masques. Mais Amigo est finalement capturé, un antidote est mis au point et le gouvernement éradique vite l'euphorie des masses. Tandis que les New-Yorkais recommencent à s'engueuler comme avant, que Pete retrouve sa barbe des mauvais jours, Liz ne se départ pas de sa bonne humeur, car telle est sa nature. En fait, elle n'a jamais été contaminée et se coulait aisément dans l'allégresse générale. Alors qu'Amigo prend son vol, réussissant à s'échapper de sa cage, Pete réalise que bien avant ces événements Liz lui procurait déjà tout le bonheur qu'il attendait.

## Fiche technique
- Titre : L'Intrus magnifique
- Titre original : What's So Bad About Feeling Good?
- Réalisation : George Seaton
- Scénario : George Seaton et Robert Pirosh d'après le roman de Vincent McHugh, I Am Thinking of My Darling (1943)
- Musique : Frank De Vol
- Chansons : paroles et musique de Jerry Keller et Dave Blume :
  - Blue Black and Gray
  - I'm Bubbling Over
  - What's So Bad About Feeling Good?
- Chorégraphie : Michael Bennett
- Photographie : Ernersto Caparrós
- Son : Jim Shields, Waldon O. Watson
- Montage : Alma Macrorie
- Direction artistique : Henry Bumstead, Alexander Golitzen
- Décors : Henry Bumstead, Alexander Golitzen, John McCarthy Jr.
- Costumes : Edith Head
- Assistante-costumes : Sheryl Deauville
- Dresseur du toucan : Ray Berwick
- Pays de production :  États-Unis
- Tournage : 
  - Langues : allemand, anglais, espagnol, grec, russe
  - Extérieurs : New York
- Producteur : George Seaton
- Société de production : Universal Pictures
- Sociétés de distribution : Universal Pictures, Paramount Pictures France
- Format : couleur par Technicolor — 35 mm — 2.35:1 Techniscope — son monophonique (Westrex Recording System)
- Genre : comédie utopique
- Durée : 95 minutes
- Dates de sortie : 
  - Allemagne : 17 mai 1968
  - France : 31 juillet 1968
- (fr) Mention CNC : tous publics (visa d'exploitation no 34470 délivré le 4 juillet 1968)
- Affiche : Jean Mascii (France)

## Distribution
- George Peppard : Pete
- Mary Tyler Moore : Liz
- Dom DeLuise : J. Gardner Monroe
- John McMartin : le maire
- Nathaniel Frey : Conrad
- Charles Lane : le docteur Shapiro
- Jeanne Arnold : Gertrude
- George Furth : Murgatroyd
- Thelma Ritter : Madame Schwartz
- Frank Campanella : le capitaine Wallace
- Lincoln Kilpatrick (non crédité) : Wilson